# Брахма-пурана
₯«Бра́хма-пура́на» — священный текст индуизма, одна из восемнадцати основных Пуран (называемых «махапуранами»). Разделена на две части, Пурва-бхагу и Уттара-бхагу. В Парва-бхаге повествуется об истории сотворения космоса и Вселенной, описываются жизнь и деяния Рамы и Кришны. В Уттара-бхаге содержится детальное описание индуистского места паломничества Пурушоттама-тиртхи. В делении махапуран на гуны, «Брахма-пурана» является одной из Пуран в гуне раджаса.